# Aperittochelifer
Genre
Aperittochelifer est un genre de pseudoscorpions de la famille des Cheliferidae.

## Distribution
Les espèces de ce genre sont endémiques d'Afrique du Sud.

## Liste des espèces
Selon Pseudoscorpions of the World (version 3.0) :
- Aperittochelifer beieri Jędryczkowski, 1992
- Aperittochelifer capensis (Hewitt & Godfrey, 1929)
- Aperittochelifer minusculus (Ellingsen, 1912)
- Aperittochelifer protractus (Hewitt & Godfrey, 1929)
- Aperittochelifer transvaalensis Beier, 1964
- Aperittochelifer zumpti Beier, 1964

## Publication originale
- Beier, 1955 : Pseudoscorpionidea. Results of the Lund Expedition in 1950-1951, Almquist and Wiksell, Stockholm, vol. 1, p. 263-328.